# Richard Lashof

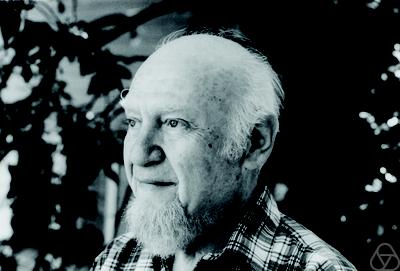
Richard Lashof

Richard Kenneth Lashof (* 9. November 1922 in Philadelphia, Pennsylvania; † 4. Februar 2010 in Alameda, Kalifornien) war ein US-amerikanischer Mathematiker, der sich mit geometrischer Topologie und Differentialtopologie befasste.
Lashof studierte Chemieingenieurwesen an der University of Pennsylvania mit dem Bachelor-Abschluss 1943, war im Zweiten Weltkrieg bis 1946 Offizier in der US Navy (zuständig im Bereich Kommunikation) und wurde 1954 an der Columbia University bei Richard Kadison promoviert (Topological Group Extensions and Lie Algebras of Locally Compact Groups). Ab 1954 war er Instructor an der University of Chicago. 1959/60 war er Senior Fellow der National Science Foundation. 1960 bis 1961 war er am Institute for Advanced Study. 1964 erhielt er eine volle Professur und 1967 bis 1970 war er in Chicago Vorsitzender der Mathematik-Fakultät. 1988 ging er in den Ruhestand. Er war in Chicago in der Bürgerrechtsbewegung aktiv und zog 1977 nach Alexandria (Virginia) und 1982 nach Berkeley (Kalifornien) (wo seine Frau Dekanin war).
Er war Gastprofessor am Center for Advanced Studies der University of Virginia.
Mit Melvin Rothenberg entwickelte er Ende der 1950er Jahre die Glättungs-Theorie (Smoothing Theory) von PL-Mannigfaltigkeiten (wie auch Morris W. Hirsch und Barry Mazur)  und er entwickelte mit Rothenberg Ende der 1960er Jahre eine Glättungs-Theorie für topologische Mannigfaltigkeiten (und speziell deren Triangulierung).
1963 erhielt er den Quantrell Award der Universität Chicago für hervorragende Lehre bei Undergraduates. 1964/65 leitete er die Sommerschule der National Science Foundation für städtische High School Studenten in Chicago, die schlechte Leistungen in Mathematik hatten.
Er war 1970 Invited Speaker auf dem Internationalen Mathematikerkongress in Nizza (The immersion approach to triangulation and smoothing).
Er war mit der Medizinerin Joyce Lashof (* 1926) verheiratet und hatte drei Kinder.
Zu seinen Doktoranden gehören Robert Stong und John Smillie.

## Schriften
- mit Dan Burghelea, Melvin Rothenberg: Groups of automorphisms of manifolds, Springer, Lecture notes in Mathematics, 1975
- mit M. Rothenberg: G-smoothing theory, in: R. J. Milgram, Algebraic and Geometric Topology, Proc. AMS Summer Conference, Stanford 1976, Proc. Symposium Pure Math., Band 32, American Mathematical Society, 1978, S. 211–266
- mit Shiing-Shen Chern: On the total curvature of immersed manifolds, Teil 1, American Journal of Mathematics, Band 79, 1957, S. 300–318, Teil 2, Michigan J. Math., Band 5, 1958, S. 5–12, Online
- The immersion approach to triangulation, in Cantrell, Edwards, Topology of Manifolds, Chicago: Markham 1970, 52–57
- mit M. Rothenberg: Triangulation of manifolds, 1,2, Bulletin AMS, Band 75, 1969, 750–757